# Xylopia polyantha
Xylopia polyantha är en kirimojaväxtart som beskrevs av Robert Elias Fries. Xylopia polyantha ingår i släktet Xylopia och familjen kirimojaväxter. Utöver nominatformen finns också underarten X. p. longesericea.